# Cocconeidales
Ordre
Les Cocconeidales sont un ordre de diatomées, de la classe des Bacillariophyceae et de la sous-classe des Bacillariophycidae,.

## Liste des familles
Selon EOL (29 mars 2022)
- Achnanthidiaceae D.G.Mann, 1990
- Cocconeidaceae Kützing, 1844